# Kapteyn b
Kapteyn b è un presunto pianeta extrasolare che orbita attorno alla Stella di Kapteyn, una nana rossa distante 12,8 anni luce dal sistema solare situata nella costellazione australe del Pittore. Venne scoperto nel 2014, e al tempo era il più vecchio pianeta potenzialmente abitabile e uno dei più vicini al Sole conosciuti. Tuttavia una nuova analisi dei dati nel 2021 non ha trovato prove per nessuno dei due pianeti attorno alla stella ed è stato affermato che i segnali di velocità radiale osservati sono in realtà artefatti legati alla rotazione e all'attività stellare.
La scoperta avvenne con il metodo della velocità radiale da un gruppo di astronomi tramite osservazioni compiute con lo spettrografo HARPS dell'ESO, situato all'Osservatorio di La Silla in Cile, la sua massa minima sarebbe di 4,5 M⊕.